# Euonymus corymbosus
Euonymus corymbosus là một loài thực vật có hoa trong họ Dây gối. Loài này được Sprague & Bullock mô tả khoa học đầu tiên năm 1939.